# 疏花繁缕
疏花繁缕（学名：Stellaria saxatilis）为石竹科繁缕属下的一个种。